# Cristina García
Cristina García Salazar (Algeciras, 1987) é advogada especializada em Direito Animale política espanhola, Vice-presidenta do Partido Partido Animalista Com o Meio Ambiente desde outubro de 2021. 

## Biografía
Nasceu em Algeciras em 1987. É formada em Direito pela Universidade de e possui mestrado em Direito Internacional. e atua como advogada desde 2011.
Em 2020, fundou seu próprio escritório de advocacia e atua como advogada desde 2011.
Membro da Secção de Direito e Bem-estar Animal da Ilustre Ordem dos Advogados de Málaga, sendo seu coordenadora durante dois anos.
Após a sua nomeação como Vice-Presidente do Partido Animalista Com o Ambiente (PACMA) em 2021, assume o cargo de Gestor de Área para as áreas de atuação jurídica e política do partido.

## Ativismo

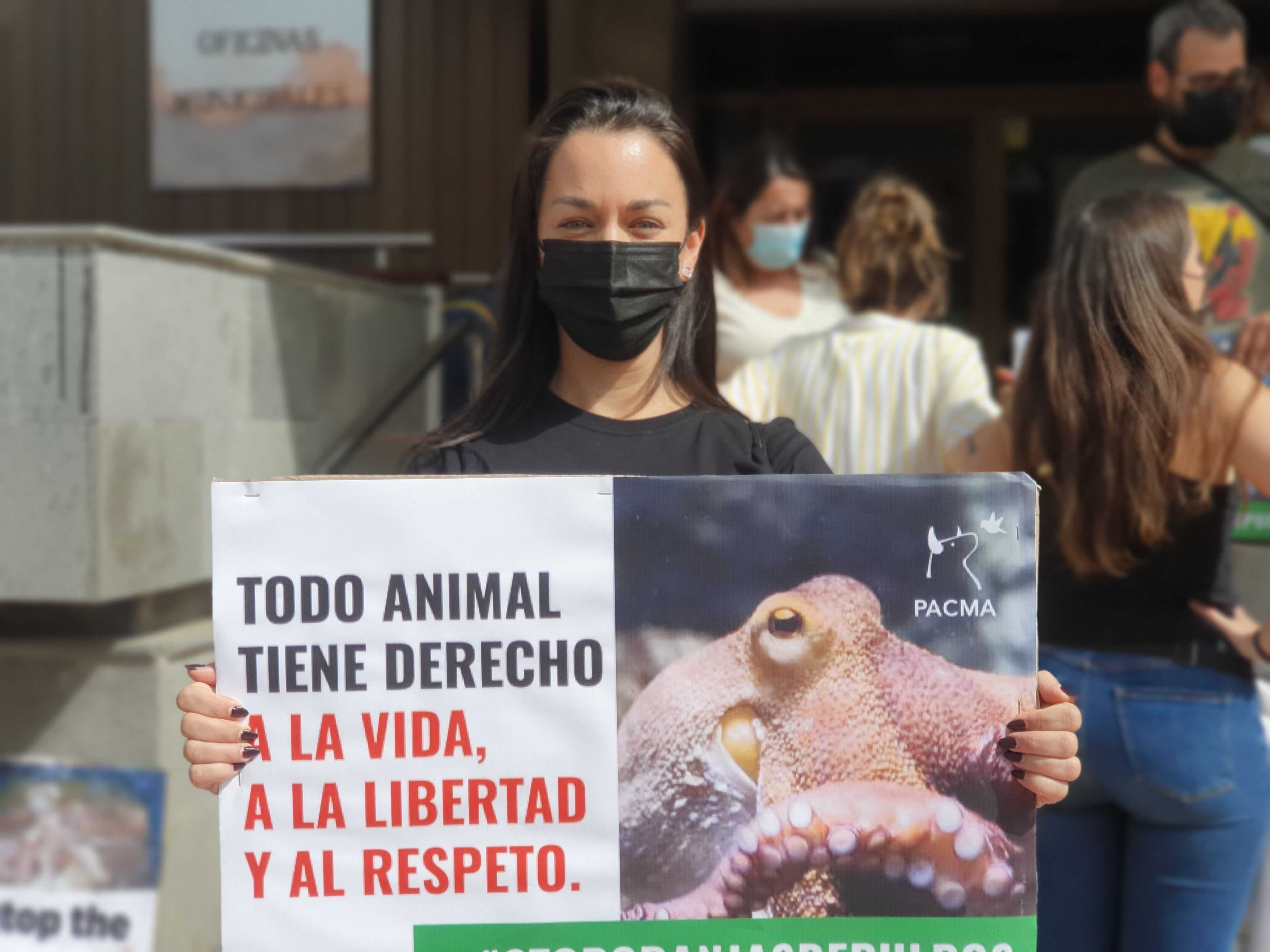
Cristina García numa manifestação contra a criação de polvo planeada na Gran Canaria

Ativista política pelos direitos dos animais.

Envolvida em iniciativas ambientais como a Floresta Urbana de Málaga  ou a Vega Mestanza.
Promove o veganismo como estilo de vida, tendo participado como convidada no European Vegan Summit 2022 e no Veg Fest 2023.